# Marek Dulinicz
Marek Dulinicz (ur. 10 maja 1957, zm. 6 czerwca 2010) – polski historyk, doktor habilitowany, specjalista w dziedzinie archeologii średniowiecza, zwłaszcza Słowiańszczyzny i terenów Mazowsza, wicedyrektor Instytutu Archeologii i Etnologii Polskiej Akademii Nauk do spraw naukowych, członek prezydium Wydział I - Nauk Społecznych; Komitet Nauk Pra- i Protohistorycznych PAN.
Członek Rady Programowej Muzeum Mazowieckiego w Płocku. Pracownik naukowy Wyższej Szkoły Humanistycznej im. A. Gieysztora w Pułtusku, profesor nadzwyczajny Uniwersytetu Kardynała Stefana Wyszyńskiego w Warszawie. Archeolog, badacz i znawca kultury Sukow-Dziedzice
Zginął wraz z żoną, Grażyną w wypadku samochodowym. Spoczywa na Starych Powązkach (kw. 146, rząd 4, miejsce 14).